# KAV Lovania Löwen
Die Katholische Academische Verbindung Lovania Löwen ist eine im Jahr 1896 gegründete katholische farbentragende Studentenverbindung an der Katholischen Universität zu Löwen. Sie ist mit dem Cartellverband der katholischen deutschen Studentenverbindungen (CV) befreundet.

## Geschichte

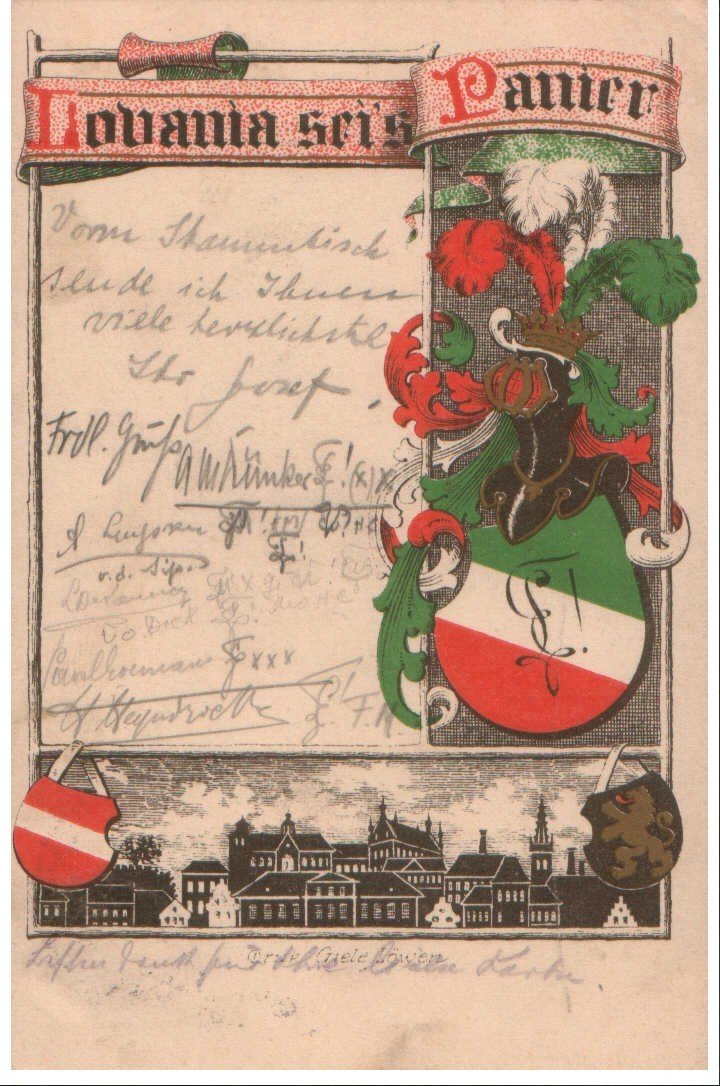
Couleurkarte der KAV Lovania Löwen (1914)

Die KAV Lovania wurde am 21. Januar 1896 unter dem maßgeblichen Einfluss von Armand Thiéry von Studenten unterschiedlicher Nationalitäten nach dem Vorbild der Studentenverbindungen in Deutschland als Diaspora-Verbindung gegründet. Im August 1897 wurde die Lovania unter Patenschaft der KDStV Bavaria Bonn als befreundete Verbindung in den CV aufgenommen (assoziiert).

## Prinzipien und Ziele

### Prinzipien
Die Lovania beruht auf den Prinzipien religio, scientia und amicitia. Sie will eine lebenslange Freundschaft begründen, welche sich durch ihre couleurstudentischen Traditionen und Comment getragen weiß.
- Religio beinhaltet das uneingeschränkte Bekenntnis zum überlieferten römisch-katholischen Glauben.
- Scientia meint das Streben nach Wissenschaft und Bildung, und zwar auch über den eigenen Fachbereich hinaus.
- Amicitia bedeutet eine Freundschaft, welche über das Studium hinaus besteht und auf diese Weise als Lebensbund zwischen Studenten und Alten Herren gelten kann.

Das bei katholischen Verbindungen verbreitete vierte Prinzip, das sogenannte patria-Prinzip, gibt es bei der Lovania nicht. Die Verbindung ist nichtschlagend.

### Ziele
Sinn und Zweck der Lovania ist es vom Tag ihrer Gründung an, ihre Mitglieder darin zu fördern, ein gottgefälliges Leben nach den drei genannten Verbindungsprinzipien zu gestalten. Darüber hinaus ist sie bestrebt, die Freundschaft unter den Mitgliedern auf strikt christlicher Grundlage in wahrhaft europäischer Gesinnung zu gestalten. Die Lovania pflegt betont diszipliniert und in froher Geselligkeit die deutsche couleurstudentische Tradition bei gleichzeitigem Respekt vor den flämischen Studententraditionen.
Der Lovania liegt es ausdrücklich fern, eine aktive Rolle im politischen Geschehen einzunehmen. Die Verbindung ist überparteilich und neutral in nationalstaatlichen Angelegenheiten. Sie bekennt sich in Verantwortung vor Gott zur europäischen Idee christlicher Prägung.

### Comment und Brauchtum
Die Verbindung weist besondere Merkmale auf, die sie von anderen Studentenverbindungen unterscheidet.
- Comment: Die KAV Lovania pflegt nach eigenen Angaben einen strengen Comment.
- Liturgie: Bei Lovania wird die Heilige Messe auch in der forma extraordinaria des Römischen Ritus zelebriert.

### Gründer
Die Lovania pflegt das besondere Andenken an ihren Gründer, Armand Thiéry. Die Wiederherstellung des großen Grabmals des Wissenschaftlers und Priesters, der Doktorate in Jura, Psychologie (bei Wilhelm Wundt), Architektur und Philosophie erwarb, ist eines der erklärten Ziele der Altherrenschaft. Thiéry errichtete in Löwen mehrere Institute mit allgemeiner wissenschaftlicher und internationaler Bedeutung: das höhere Institut für Philosophie, das erste Labor experimenteller Psychologie und die Gebäude des Seminaire du pape Léon XIII (Leo XIII.-Seminar) gehen auf seine Initiative zurück. Während Thiéry im Ersten Weltkrieg mutig und durch Anwendung seiner perfekten Deutschkenntnisse wenigstens einen Teil des historischen Löwener Stadtgebietes vor den Brandstiftern preußischer Regimente – eine Vergeltungsaktion gegen die Stadt Löwen wegen vermeintlicher Heckenschützen – bewahren konnte, betätigte er sich nach dem Frieden 1919 bis 1926 für den Bau einer neuen Universitätsbibliothek. Im Zweiten Weltkrieg konnte der Mystiker und Priester zahlreichen Juden das Leben retten durch Unterschlupf- und Fluchthilfe. Im Jahre 1980, fünfundzwanzig Jahre nach seinem Tode, wurde Thiéry posthum mit dem Titel eines Gerechten unter den Völkern ausgezeichnet vom Staat Israel und dem Zentrum Jad waSchem.
Für die Rettung jüdischen Lebens im Zweiten Weltkrieg erhielt Thiéry, auf Betreiben der von ihm geretteten Jüdin Grunia Schicharewitch, im Jahre 1980 posthum die Auszeichnung „Gerechter unter den Völkern“ von Jad waSchem und dem Staate Israel.
Thiéry gründete 1896 die KAV Lovania, nachdem er an der Rheinischen Friedrich-Wilhelms-Universität in Bonn studiert hatte und dort Mitglied der KDStV Bavaria Bonn geworden war.
Wegen der internationalen Bedeutung des Lebens von Thiéry errichtete die Verbindung einen Spendenverein für die Wiederherstellung des Grabmals ihres Gründers.

## Couleur, Wahlspruch und Wappen

Das Zweite Wappen der K.A.V. Lovania Löwen

### Couleur
Die Verbindung trägt die Farben grün-weiß-rot mit goldener Percussion. Die Fuxenfarben sind grün-weiß-grün mit goldener Percussion. Kopfcouleure sind eine dunkelgrüne Tellermütze und ein dunkelgrüner Stürmer.

### Wahlspruch
Der Erste Wahlspruch der Lovania, Der Geist lebt in uns allen!, wurde angenommen im SS 1896 und stammt aus dem Lied Wir hatten gebauet ein stattliches Haus. Der Zweite Wahlspruch der Lovania, SEMPER EXCELSIUS, wurde angenommen im WS 1897/98.

### Wappen
Das Erste Wappen der Lovania wurde angenommen im SS 1896. Das Zweite Wappen der Lovania wurde angenommen im WS 1897/98. Entwerfer und Gestalter beider Wappen sind unbekannt.
Das Erste Lovanenwappen ist horizontal geteilt und zeigt in der oberen Hälfte einen silbernen schreitenden Löwen vor schwarzem (sabel) Hintergrund und in der unteren Hälfte zwei gekreuzte Schläger über dem Gründungsjahr 1896 (unten). Unterhalb des Schildes steht ein Spruchband mit dem Ersten Verbindungswahlspruch (Der Geist lebt in uns allen!).
Das Zweite Lovanenwappen ist geviert: Rechts oben zeigt es vor schwarzem (sabel) Hintergrund eine silberfarbene Eule mit einer Laterne als Vogel der Weisheit auf zwei geschlossenen Büchern (scientia). Links oben weist es schräggeteilt die Burschenfarben Grün (Sinopel), Weiß (Silber) und Rot (Keel) mit dem Verbindungszirkel in der Mitte auf (amicitia). Rechts unten zeigt das Wappen vor azurblauem Hintergrund ein goldgelb gekröntes silberfarbenes Marienmonogramm, das auf die Gottesmutter verweist, die auch als U.L.F. von Flandern verehrt wird (religio). Links unten ist das Wappen des Herzogtums Brabant (ein goldener Löwe auf schwarzem Grund) aufgeführt. Der Herzschild in der Mitte trägt das Löwener Stadtwappen. Schildhaupt ist ein gekrönter Spangenhelm mit Halskleinod, Decke und drei Straußenfedern in Grün (Sinopel), Silber und Rot (Keel) als Helmzier. Unterhalb des Schildes steht ein Spruchband mit dem Zweiten Verbindungswahlspruch (Semper excelsius!).

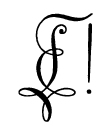
Der Zirkel der K.A.V. Lovania Löwen

### Zirkel
Der Lovanenzirkel ist ein couleurstudentisches Monogramm bestehend aus vier Buchstaben, V, C, F, L, und einem Rufzeichen. Diese Buchstaben stehen für VIVAT CRESCAT FLOREATQUE LOVANIA (Lovania lebe, wachse und gedeihe!). Eine andere Deutung lautet VIVAT CIRCULUS FRATRUM LOVANIAE (Es lebe der Brüderkreis der Lovania!). Das Rufzeichen steht für IN AETERNUM und bedeutet, dass die Verbindung eine Aktivitas besitzt, ferner verweist es auf das Lebensbundprinzip. Das stilisierte L in der Mitte steht für den Verbindungsnamen Lovania. Das stilisierte V in der unteren Hälfte steht für VIVAT (lebe). Das stilisierte C im unteren Teil des mittleren Bogens steht für CRESCAT (wachse). Das obere Teil des mittleren Bogens bildet zusammen mit dem Strich oben darüber ein stilisiertes F und steht für FLOREAT (blühe oder gedeihe).

## Bekannte Mitglieder (Auswahl)

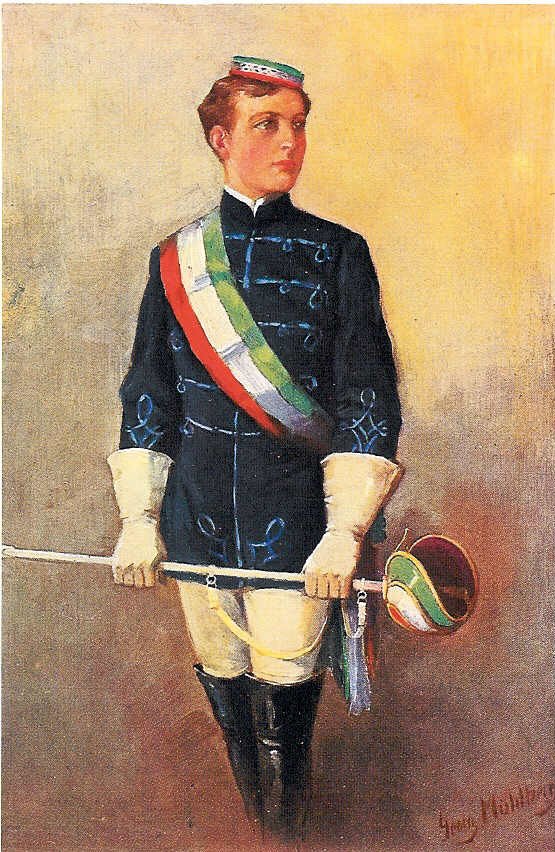
Chargierter in Vollwichs und Farben der Lovania

- Thomas Braun (1876–1961), Schriftsteller, Literaturwissenschaftler und Jurist
- Charles Cartuyvels (1835–1907), Vizerektor der Katholischen Universität Löwen
- Charles Baron Woeste (1837–1922), belgischer Staatsminister
- Armand Thiéry (1868–1955), Priester, Hochschullehrer, Ordensgründer und Gerechter unter den Völkern (1980)
- Prosper Burggraf Poullet (1868–1937), belgischer Ministerpräsident und Staatsminister sowie Hochschullehrer
- Georges Baron Holvoet (1874–1964), Gouverneur der Provinz Antwerpen und Kabinettchef beim Prinzregenten des Königreichs Charles-Theodore
- Pierre Prüm (1886–1950), Ministerpräsident des Großherzogtum Luxemburg
- Alexander Graf von Kolowrat (1886–1927), österreichischer Filmpionier
- Josef Engert (1882–1964), Vater der Universität Regensburg
- Matthias Storme (1959), Professor
- Rudolf Schmid (1888–1969), schweizerischer Politiker
- Willy de l’Arbre (1882–1952), belgischer Sportler
- Kurt Rieth (1881–1969), deutscher Diplomat
- David Engels (1979), belgischer Professor